# Maybe It's Love (1930)
Maybe It's Love, também conhecido como Eleven Men and a Girl, é um filme pre-Code estadunidense de 1930, do gênero comédia musical, dirigido por William A. Wellman, e estrelado por Joan Bennett, Joe E. Brown e James Hall. O roteiro de Joseph Jackson e Darryl F. Zanuck foi baseado na peça teatral "The College Widow" (1904), de George Ade.
O filme foi a terceira adaptação cinematográfica da história de Ade. Outras adaptações cinematográficas conhecidas da mesma história são "The College Widow" (1915), estrelada por Ethel Clayton; "The College Widow" (1927), estrelada por Dolores Costello; e "Freshman Love" (1936), estrelada por Patricia Ellis.

## Sinopse
Yates (Joe E. Brown), um jogador de futebol universitário, convence a bela jovem Nan Sheffield (Joan Bennett) a flertar individualmente com uma equipe inteira de jogadores de futebol, a fim de atraí-los para sua faculdade. Porém, os jogadores ficam com raiva e ameaçam sair quando descobrem que foram enganados, e ficam ainda mais furiosos quando descobrem que ela realmente se apaixonou por Tommy Nelson (James Hall), um de seus companheiros de equipe.

## Elenco
- Joan Bennett como Nan Sheffield
- Joe E. Brown como Yates
- James Hall como Tommy Nelson
- Laura Lee como Betty
- Sumner Getchell como Whiskers
- George Irving como Presidente Sheffield

Time de futebol
- Bill Banker
- George Gibson
- Howard Harpster
- Kenneth Haycraft
- Ray Montgomery
- Tim Moynihan
- Otto Pommerening
- Russ Saunders
- Wear Schoonover
- Paul Scull
- Red Sleight
- Howard Jones como Treinador

## Produção
Originalmente planejado como um musical em grande escala, grande parte das músicas foram removidas antes do lançamento por causa da apatia e aversão do público por filmes musicais no outono de 1930. Uma versão musical mais longa foi lançada em países fora dos Estados Unidos, onde uma reação contra musicais nunca ocorreram. É desconhecido se uma cópia desta versão mais completa ainda existe.[carece de fontes?]

## Preservação
O filme está preservado na Biblioteca do Congresso dos Estados Unidos, e ocasionalmente é transmitido pela TCM.